# راغب النشاشيبي
راغب النشاشيبي (1880-1951)، هو شخصية سياسية فلسطينية، ولد في مدينة القدس، ينتمي إلى عائلة النشاشيبي إحدى العائلات الفلسطينية خلال فترة العثمانيين.

## مسيرته التعليمية
أتم دراسته الابتدائية في مدارس القدس، ثم اتجه إلى الأستانة حيث أتم دراسته الثانوية والتحق بالجامعة العثمانية ودرس الهندسة فيها.

## مناصبه

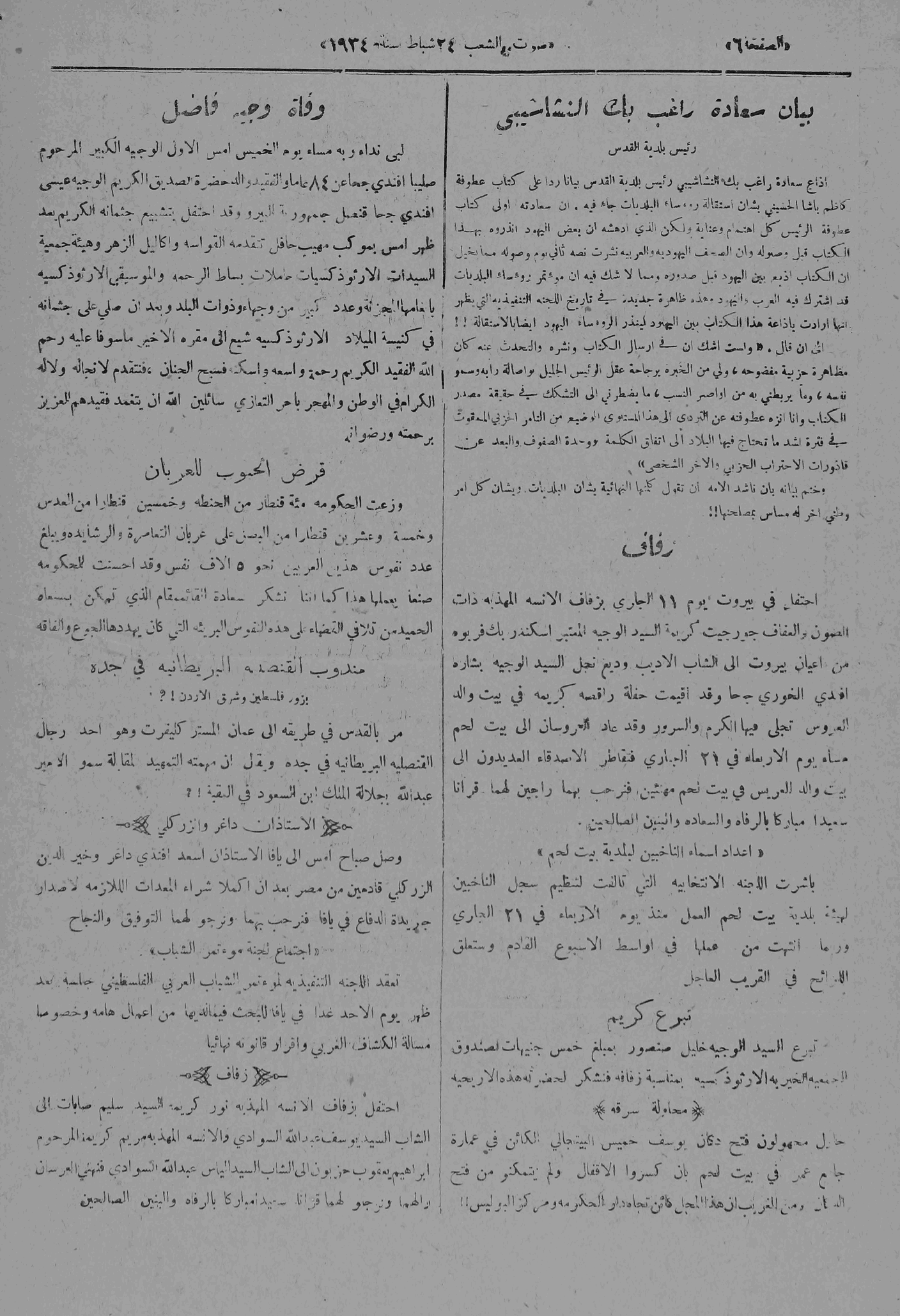
بيان صادر عن راغب نشاشيبي في صحيفة صوت الشعب، 1934

بسنة 1908م شغل منصب نائب في مجلس النواب العثماني وعمل ضابطاً في الجيش التركي في الحرب العالمية الأولى. ثم عاد إلى القدس فعُين مهندساً للأشغال العامة في لواء القدس.
انتخب في المؤتمر السوري سنة 1919م، وفي سنة 1920م عُين راغب، الذي كان متعاونا مع الإنجليز، رئيساً لبلدية القدس من قبل الانتداب الإنجليزي بعدما أقال موسى كاظم الحسيني، وبقي في منصبه مدة أربعة عشر عاماً. يعتبره أنصاره أنه الرجل الذي حول مدينة القدس إلى مدينة عصرية إذ قام راغب بعدد من المشاريع الإنشائية كشق الطرق، وإدخال المياه إلى المدينة وإنشاء المجارير، وبناء دار البلدية.
في سنة 1934م انتخب الدكتور حسين الخالدي رئيساً لبلدية القدس بعد تغلبه على راغب. بادر راغب إلى تشكيل حزب الدفاع الوطني لتعلب دور قوة سياسية أخرى بديلة عن بلدية القدس، تمكنه من مقارعة خصومه من آل الحسيني الذين يتمتعون بمقاعد شعبية قوية.
عندما أنشأت اللجنة العربية العليا لفلسطين، اُختير راغب كعضو فيها إلى أن تم حلها نهاية عام 1937.

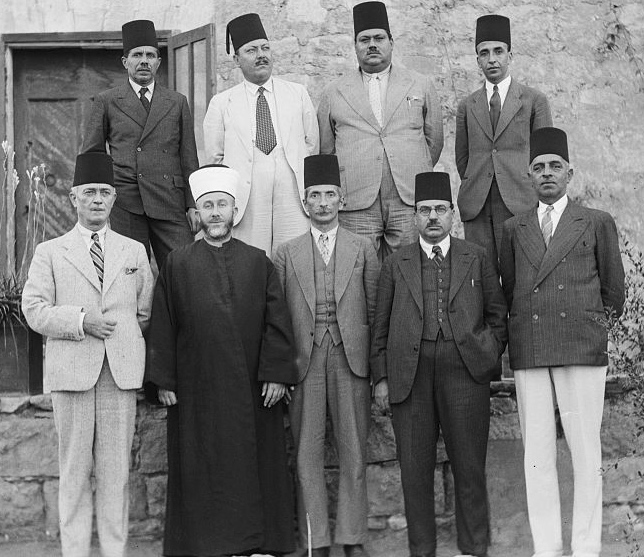
أعضاء اللجنة العربية العليا، 1936، الصف الأمامي الأول من اليسار بالترتيب: راغب النشاشيبي، أمين الحسيني، أحمد حلمي عبد الباقي، عبد اللطيف صلاح، ألفرد روك.

عارض مشروع التقسيم الذي اقترحته "لجنة بيل"؛ عُرف عنه قربه من الأمير عبد الله، علماً أن لجنة بيل اقترحت ضم القسم العربي من فلسطين إلى شرق الأردن بعد تقسيم البلاد، وكان هذا الضم ما طمح الأمير عبد الله إليه. موجهة ضد الحاج أمين الحسيني في محاولة للقضاء على نفوذه بين الفلسطينيين.
إتهم قادة الثورة بارتكاب المذابح، استغلت سلطات الانتداب البريطاني نشاط حزب الدفاع فشكلت ما أطلق عليه “فصائل السلام” لضرب الثورة. انضم مجددًا للجنة العربية العليا سنة 1945م عندما شكلت اللجنة العربية العليا لفلسطين مرة أخرى، ثم انسحب من اللجنة في سنة 1946م.
بعد وقوع النكبة عام 1948م ضُمت الضفة الغربية لشرقي الأردن. عُيّن الراغب وزيراً للزراعة في الحكومة الأردنية ثم وزيراً للنقل والمواصلات، ثم حاكما عاماً للضفة الغربية والحارس العام للحرم الشريف والأماكن المقدسة؛ ثم عُيِّن عضواً في مجلس الأعيان الأردني.
حمل وسام كومندور C.B.E. من الإمبراطورية البريطانية. توفي سنة 1951م.